# کرم‌ماهیان
کرم‌ماهیان (نام علمی: Ophichthidae) نام یک تیره از راسته مارماهی‌سانان است.